# Isochorista
Genre
Isochorista est un genre d'animaux de l'ordre des lépidoptères (papillons) et de la famille des Tortricidae.